# ブジェブノフ修道院

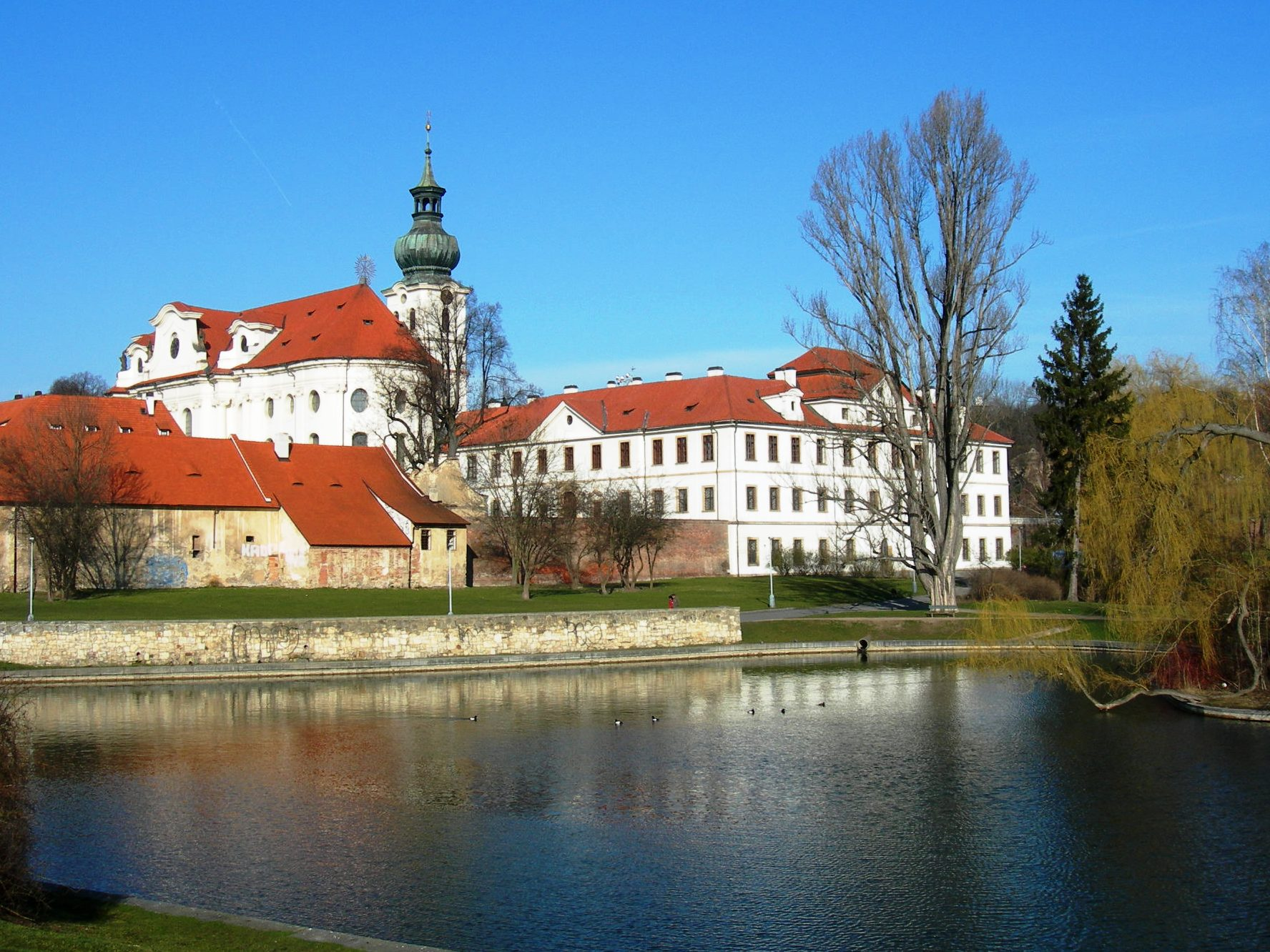
ブジェブノフ修道院

ブジェブノフ修道院（チェコ語: Břevnovský klášter）はチェコ最古の男子修道院。
993年にボヘミア公ボレスラフ2世とヴォイティエフ司教によって設立された。現存している建物の形態は建築家キリアーン・ディーンツェンホーファーによる。
13世紀中頃の記録には、修道院でビールを醸造していた記録も残っており、チェコのビール史としても重要な施設である。現在もビール醸造は続けられている。